# István Kovács (sędzia piłkarski)
István Kovács (ur. 16 września 1984 w Carei) – rumuński zawodowy sędzia piłkarski. Od 2010 roku jest sędzią międzynarodowym.

## Kariera
W 2007 roku Kovács awansował do najwyższej klasy rozgrywkowej w Rumunii i otrzymał, jako najmłodszy sędzia w historii, możliwość prowadzenia spotkania o Superpuchar Rumunii pomiędzy Dinamo Bukareszt a CFR 1907 Cluj. W 2010 roku został sędzią międzynarodowym. W spotkaniu drużyn narodowych zadebiutował 16 października 2012 roku kiedy to poprowadził spotkanie eliminacji do Mistrzostw Świata 2014 pomiędzy Łotwą i Liechtensteinem.
W 2014 roku znalazł się w gronie arbitrów powołanych na Mistrzostwa Europy U-19. Na turnieju tym sędziował między innymi półfinałowe starcie pomiędzy Portugalią i Serbią. W tym samym roku zadebiutował w fazie grupowej Ligi Europy w starciu Everton F.C. i Kubań Krasnodar.
W roku 2018 doczekał się debiutu w spotkaniu fazy grupowej Ligi Mistrzów prowadząc starcie Valencia CF – BSC Young Boys. W 2019 roku został wytypowany do prowadzenia spotkań w ramach Mistrzostw Europy U-21. Prowadził na nich jedynie mecze fazy grupowej. W listopadzie tego samego roku prowadził spotkania w ramach Mistrzostw Świata U-17. Był rozjemcą między innymi meczu ćwierćfinałowego pomiędzy Hiszpanią i Francją.